# Maria Klinkenberg
Maria G. Klinkenberg-Morreau (Jakarta, 3 december 1949 – Bussum, 10 januari 2005) was een Nederlandse beeldhouwster.

## Leven en werk
Klinkenberg studeerde aan de Academie van Beeldende Kunsten in Rotterdam. Ze woonde en werkte in Zeerijp, Sellingen en ten slotte in Bussum, waar ze op 55-jarige leeftijd overleed.
Klinkenberg was in 1981 betrokken bij de oprichting van het 'Groninger Kunstenaars Kollektief', dat tot stand kwam doordat een aantal kunstenaars (waaronder Eddy Roos, Harm van Weerden en Martin den Hollander) uit De Ploeg stapten.

## Enkele werken
- De Scheepsjager (1984) in Bareveld
- Eerdappelkraber (1986) in Burgemeester Beinsdorp

- RKD-Nederlands Instituut voor Kunstgeschiedenis: 44843